# Mitodon
Mitodon is een geslacht van weekdieren uit de klasse van de Gastropoda (slakken).

## Soorten
- Mitodon suteri (R. Murdoch & Finlay, 1923)
- Mitodon wairarapa (Suter, 1890)